# Heterophyllium albescens
Heterophyllium albescens är en bladmossart som beskrevs av Potier de la Varde 1934. Heterophyllium albescens ingår i släktet Heterophyllium och familjen Sematophyllaceae. Inga underarter finns listade i Catalogue of Life.